# Aéroport de Fort St. John
L'aéroport de Fort St. John est un aéroport situé en Colombie-Britannique, au Canada.

## Compagnies et destinations
| Compagnies         | Destinations       |
| ------------------ | ------------------ |
| Air Canada Express | Vancouver          |
| WestJet Encore     | Calgary, Vancouver |

Édité le 02/05/2025